# Jöna Aigouy
Jöna Aigouy, née le 19 avril 1999 à Rodez, est une lanceuse de javelot française. Elle est championne de France dans cette discipline en 2021 et en 2023.

## Biographie
Née le 19 avril 1999 à Rodez, Jöna Aigouy a pour père Marc Aigouy sociétaire et entraîneur ponctuel des jeunes du Club d'Athlétisme de Saint-Affrique (ACSA). En 2005, elle débute l'athlétisme dans la catégorie éveil athlétique sur une compétition organisée par le stade de Saint-Gabriel à Saint-Affrique. Elle se distingue par un lancer de vortex à plus de 45 m.
De 2008 à 2016, Jöna Aigouy est licenciée au Stade Olympique Millau (SO Millau). Elle est médaillée d'argent du concours de lancer du javelot au Festival olympique de la jeunesse européenne 2015 à Tbilissi.
Jöna Aigouy obtient un baccalauréat scientifique mention Bien en 2017 en suivant un cursus par correspondance avec le Centre national d'enseignement à distance (CNED),. À partir de cette même année, l'athlète est licenciée au Club Athlétique Balmanais (CA Balma). Ses performances sportives en javelot lui permettent d'intégrer le pôle Espoir Athlétisme du CREPS de Saint-Raphaël dans le Var,. Aux Championnats de France d'athlétisme 2020 d'Albi, elle réalise un jet de javelot à 56,09 m et devient vice-championne de France élite au javelot derrière Alexie Alaïs.
Malgré de mauvaises conditions météo, lors des championnats de France d'hiver des lancers longs à Salon-de-Provence en février 2021, elle lance son javelot jusqu'à 56,81 m. Ce jet lui permet de battre son record personnel, le record régional espoir d’Occitanie qui était détenu précédemment par Mathilde Andraud et surtout de remporter la compétition dans deux catégories : les espoirs et les élites,,. Le mois suivant, avec quatre autres athlètes, elle reçoit la médaille de l'Assemblée nationale pour récompenser son parcours sportif,.
Fin mai 2021, pour sa première sélection en équipe de France élite, la lanceuse finit deuxième du concours de javelot avec un jet à 56,59 m aux Championnats d'Europe d'athlétisme par équipes 2021 à Chorzów. L'équipe de France termine à la 6e place,. Le mois suivant, Jöna Aigouy remporte le concours du lancer du javelot aux Championnats de France d'athlétisme 2021 à Angers avec un lancer à 56,64 m. Elle devient alors championne de France élite à 22 ans.
Lors des Championnats d'Europe espoirs d'athlétisme 2021 de Tallinn se déroulant en juillet 2021, Jöna Aigouy réalise 55,82 m au concours du javelot. Cela lui permet de se classer troisième et d'obtenir la médaille de bronze. En août de la même année, elle devient ambassadrice pour Boissière et Fils, une entreprise de construction qui privilégie la responsabilité environnementale,. Blessée au genou droit, l'athlète ne participe pas à la saison hivernale,.
Le 21 mai 2022, au Meeting National de Seine et Marne à Fontainebleau, Jöna Aigouy réalise sa meilleure performance de l'année avec un jet à 56,45 m au concours du javelot. Le lendemain, à Tours, elle se blesse gravement lors du second tour des Championnats de France interclubs d'athlétisme  de Nationale 1. A son troisième lancer, l'athlète est victime d'une rupture du ligament croisé antérieur de la jambe gauche,.
Une longue période de rééducation est nécessaire pour lui permettre d'atteindre ses objectifs sportifs qui restent les Jeux olympiques d'été de 2024 à Paris puis 2028. La jeune femme décide de reprendre un cursus universitaire avec un master en neuropsychologie qui prolonge ses études en licence de sciences et techniques des activités physiques et sportives (STAPS) et psychologie. Elle est également tutrice en STAPS,,.
Fin avril 2023, sur l'île de La Réunion, l'athlète revient à la compétition avec un jet au javelot à 49,46 m lors d'un meeting avec une prise d'élan quasiment en marchant,. Le mois suivant, elle participe aux interclubs et réalise 52,01 m. Ses lancers qui sont effectués avec une course d'élan courte sont un signe positif dans son parcours de rééducation. Son résultat aux interclubs est suffisant pour la qualifier aux championnats de France élite du 27 au 29 juillet à Albi qui sont une étape avant son objectif des Jeux olympiques,,, où elle remporte le titre de championne de France.

### Saison 2024
L'athlète met en place une nouvelle stratégie d'organisation lui permettant de gagner des points au classement mondial pour se hisser dans le top 32 mondial des meilleurs athlètes afin de se qualifier, sous certaines conditions, aux Jeux olympiques d'été de 2024 sans nécessairement réaliser les minimas olympiques, fixés pour le javelot femme à 64 m. Elle part s'entrainer en Nouvelle-Calédonie, lui permettant de participer à plusieurs compétitions localisées dans l'hémisphère Sud. Cependant, elle ne parviendra pas cette saison à faire mieux que le 64 ème rang mondial derrière Alizée Minard (43 ème rang mondial).
Début juin, la Millavoise ne fait pas partie de la sélection française et ne participe pas aux championnats d'Europe d'athlétisme de Rome n'ayant pas réussi les minimas fixés 60 m pour cette compétition, son meilleur jet mesuré à cette période étant de 54,44 m.
Lors de la deuxième journée des championnats de France élite, l'athlète perd son titre de championne de France en arrivant deuxième avec un jet à 56,49 m derrière les 56,95 m d'Alizée Minard,.
N'ayant pas non plus réalisée le minima olympique de sa discipline fixé à 64 m, l'athlète n'ira pas aux Jeux de Paris 2024.

## Palmarès

### Championnats d'Europe
- 2021 :  Médaille de bronze en javelot aux Championnats d'Europe espoirs d'athlétisme 2021 de Tallinn

### Championnats nationaux
- 2023 (24 ans) : Championne de France élite en javelot aux Championnats de France d'athlétisme 2023 d'Albi
- 2021 (22 ans) : Championne de France élite en javelot aux Championnats de France d'athlétisme 2021 d'Angers
- 2020 (21 ans) : Championne de France espoir en javelot
- 2018 (19 ans) : Championne de France junior en javelot
- 2017 (18 ans) : Championne de France junior en javelot
- 2015 (16 ans) : Championne de France cadette en poids

## Records
- 58,12 m (600g) en javelot aux Championnats de France d'athlétisme 2023 à Albi en France[33].
- 54,70 m (500g) en javelot au Festival olympique de la jeunesse européenne 2015 à Tbilissi en Géorgie.